# Trawieńska Góra
Trawieńska Góra (czes. Čedičový vrch) – wzniesienie o wysokości 746 m n.p.m. w Górach Złotych w Sudetach Wschodnich, leżące na granicznym grzbiecie, oddzielającym Polskę od Czech.

## Położenie
Wzniesienie, położone na granicy polsko-czeskiej w Sudetach Wschodnich, w południowo-zachodniej części Gór Złotych, na terenie Śnieżnickiego Parku Krajobrazowego, wznosi się między wzniesieniami: Zielnik (czes. Travná), po północno-zachodniej stronie i Kobyla Kopa (czes. Koníček) po południowo-wschodniej stronie, około 3,7 km na północny wschód od centrum miejscowości Lądek-Zdrój.

## Fizjografia
Graniczne wzniesienie o kopulastym kształcie, wznoszące się na południowy wschód od Przełęczy Lądeckiej, charakteryzujące się dość stromym wschodnim i zachodnim zboczem, regularną rzeźbą i ukształtowaniem z wyraźnym szczytem. Grzbietowe zbocze północno-zachodnie łagodnie opada wzdłuż granicy w kierunku niewielkiego siodła i przechodzi w zbocze wyższego o 34 m wzniesienia Zielnik (czes. Travná), a zbocze południowo-wschodnie łagodnie schodzi w kierunku niewielkiego siodła i przechodzi w zbocze wzniesienia Kadzielna (czes. Rozhřani). Wzniesienie w całości zbudowane ze skał metamorficznych, głównie z gnejsów gierałtowskich oraz łupków krystalicznych. Na zboczach wzniesienia pośród drzew występują pojedyncze niewielkie kamienie. Wzniesienie porośnięte w większości naturalnym lasem mieszanym regla dolnego, a w partiach szczytowych świerkowym, dolną część wschodniego zbocza od poziomu około 690 m i północno-zachodniego w kierunku miejscowości Lutynia zajmują łąki i pola uprawne. Położenie wzniesienia, kształt oraz wyraźny szczyt wydzielony siodłami czynią wzniesienie rozpoznawalnym w terenie. Na północno-wschodnim zboczu położona jest czeska miejscowość Zálesí.

## Turystyka
Przez szczyt prowadzi szlaki turystyczne:
- zielony – prowadzący wzdłuż granicy państwowej od wzniesienia Przełęczy Różaniec do Niemojowa,
- niebieski – czeski szlak prowadzący wschodnim zboczem na Borówkową.

Do szczytu można dojść od Zálesí ścieżką, a następnie wzdłuż granicy państwa wąskim pasem pozbawionym drzew. W niewielkiej odległości od szczytu w kierunku północno-zachodnim położony jest punkt widokowy.